# Jocelyn Enríquez
Jocelyn Enríquez es una cantante norteamericana de dance-pop de San Francisco, nacida el 28 de diciembre de 1974. Es de ascendencia filipina, sus padres son de Pangasinan.

## Carrera discográfica
Empezó en un grupo femenino en su instituto, las Pinay Divas, inspirado en el grupo En Vogue, que se conoció como las Divas Funky. Su disco de debut fue lanzado en 1994, por Classified Records y titulado Lovely. El álbum consiguió dos sencillos con discretas entradas en las listas de éxitos "I've Been Thinking About You" y "Make It Last Forever." En 1996 fichó por Tommy Boy Records, donde publicó su primer sencillo de gran éxito "Do You Miss Me?" a finales de 1996 y su segundo álbum, Jocelyn a principios de 1997. Jocelyn alcanzó el puesto 182 en el Billboard 200 albums chart y en puesto 11 en el Billboard Top Heatseekers chart. Jocelyn Enríquez se graduó en la Pinole Valley High School en 1993. 
"Do You Miss Me?" se convirtió en uno de los éxitos del top 40 de la radio dance y la radio pop (puestos 17 y 38 respectivamente) y llegó al puesto 49 en el top 100. El sencillo también tuvo éxito fuera de Estados Unidos, donde llegó a la séptima posición en Singapur y estuvo en el top 20 de pop en Canadá. Le sigue "A Little Bit Of Ecstasy", que no fue un gran éxito en la radio, no entrando en las radios de pop y alcanzando el puesto 25 en las radios de dance. Sin embargo, obtuvo unas ventas mayores que con "Do You Miss Me?" alcanzando el número 1 en la lista de ventas de Hot Dance Music/Maxi-Singles, y el 55 en el Billboard Hot 100. "A Little Bit Of Ecstasy" se recuerda hasta nuestros días, por haber sido incluida en el juego de PlayStation 2 DDRMAX2. La banda de pop punk Lucky Boys versionaría, en 2001 "Do You Miss Me?", incluida en el disco Throwing the Game.

## Vida personal
Se graduó de la escuela secundaria Pinole Valley en 1993. Enriquez está casada con el pastor Alain Macasadia. Anteriormente, sirvieron en Calvary Chapel de San Diego, donde se dedicaban al culto y al ministerio de niños. Se mudaron a San Antonio en 2005. En 2006, Macasadia se convirtió en la líder de culto de Calvary Chapel San Antonio. Tienen cuatro hijos: Matthew, Ashley, Jonathan y Timothy.

## Discografía
- Lovely (1994)
- Jocelyn (1997)
- All My Life (2003)